# پلیمریزاسیون تعلیقی

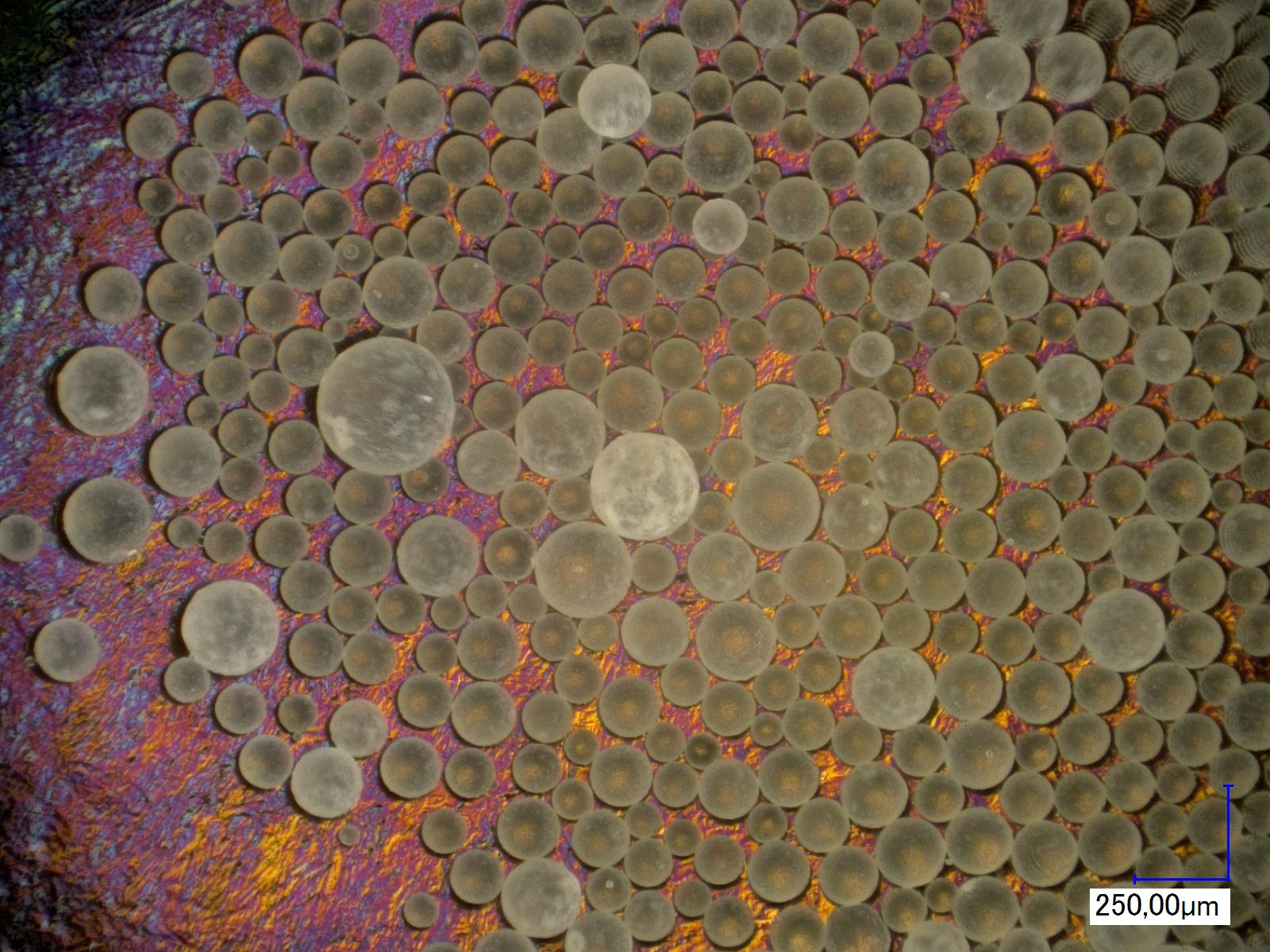
تصویر میکروسکوپی نوری از یک کوپلیمر PMMA، ساخته شده توسط پلیمریزاسیون تعلیق

تصویر SEM از یک ذره کوپلیمر PMMA ساخته شده توسط پلیمریزاسیون تعلیقی

پلیمریزاسیون تعلیقی (Suspension Polymerization) فرایند پلیمر شدن فرایندی پیشرفته در تولید مواد پلیمری دانه ای به‌شمار می‌رود. در فرایند تعلیقی، پلیمر با دانه‌های کروی تشکیل می‌شود که می‌تواند بر اساس اندازهٔ دانه‌ها خواص و در نتیجه کاربردهای متفاوتی داشته باشد. پلیمر شدن تعلیقی به سامانه ای گفته می‌شود که قطره‌های ناپیوستهٔ منومر در فاز پیوستهٔ آب پراکنده شده و با سازوکار رادیکال آزاد پلیمر می‌شوند. مزیت اصلی پلیمر شدن تعلیقی در سادگی فناوری فرایند نهفته‌است. گرانروی کم تعلیق و ظرفیت گرمایی زیاد آب، امکان استفاده از رآکتورهای ساده و مجهز به هم زن را فراهم می‌کند. گرمای آزاد شدهٔ واکنش به علت گرانروی کم در مقایسه با فرایند پلیمر شدن جرمی، امولسیونی و در محلول به آسانی منتقل می‌شود. هم چنین، این فرایند مزایای دیگری مانندهزینه کم، قابلیت تغییر خواص دانه‌ها،کنترل اندازهٔ دانه‌ها در محدودهٔ باریک، سادگی جداسازی دانه هااز فاز پیوسته و مصرف افزودنی کمتر (نسبت به فرایند امولسیونی) دارد. انعطاف‌پذیری فرایند تعلیقی منجر به کاربرد گستردهٔ آن در تولیدات صنعتی و تجاری شده‌است. فرایند پلیمر شدن تعلیقی در آب نیازمند استفاده از افزودنی‌هایی در مقیاس کم است تا از انبوهش قطره‌های منومر و به هم چسبیدن دانه‌های پلیمر طی فرایند ممانعت شود؛ زیرا، قطره‌های منومر پراکنده در آب از نظر ترمودینامیکی پایدار نیستند و پیوستگی قطره‌ها با توازن سامانه هم زن و پراکنده ساز کنترل می‌شود. احتمال پیوستگی وانبوهش قطره‌های منومر محبوس شده به وسیلهٔ لایه‌های آب حاوی پراکنده ساز پس از برخورد بسیار کمتر از زمانی است که تنها عامل پراکنده‌ساختن قطره هادر فاز آب هم زن است. پایداری پراکندگی قطرات منومر در فاز آب نیاز به لایهٔ محافظ در حد فاصل سطح قطره‌های آلی و آب دارد تا مانع از چسبندگی سریع قطره‌ها شود. این لایه معمولاً با استفاده از مواد فعال سطحی و مواد معدنی ایجاد می‌شود.